# Scheelea
Scheelea es un género de palmas solitarias e inermes. Hojas muy grandes con pinnas numerosas. Inflorescencia interfoliar de ramificación simple con bráctea leñosa, monoicas, con flores femeninas más grandes que las masculinas. Frutos ovides de 4 a 10 cm de longitud.
Está integrado por lo menos por 25 especies distribuidas desde México hasta Perú, Bolivia y Brasil, aunque algunos taxónomos las colocan en el género Attalea:
- Scheelea amylacea Barb.Rodr.
- Scheelea attaleoides H.Karst. - marija.
- Scheelea bassleriana Burret
- Scheelea brachyclada Burret - canambo o palma real.
- Scheelea butyracea (Mutis ex L.f.) H.Karst. in Kerch. ex H.Wendl. - corozo, cuesco, cuma, coyoles, shebón, curumuta, palma de vino o yagua.
- Scheelea gomphococca Burret
- Scheelea imperialis Hort.
- Scheelea insignis H.Karst.
- Scheelea liebmanii Becc.
- Scheelea maripensis Glassman
- Scheelea phalerata (Mart. ex Spreng.) Burret - bacuri
- Scheelea princeps (Mart.) H.Karst. - motacú o shapaja.
- Scheelea unguis G.Nicholson
- Scheelea zonensis L.H.Bailey

Pueden subdividirse entre las que tienen tallo subterráneo o acaules (S. attaleoides, S. insignis) y las elevadas de tallo columnar o aéreo (S. brachyclada, S. butyracea, S. princeps)
- Datos: Q11703643